# Стараче, Акилле
Акилле Стараче (итал. Achille Starace; 18 августа 1889, Галлиполи — 29 апреля 1945, Милан) — итальянский политик-фашист.

## Биография
Родом из богатой семьи, производившей вино и оливковое масло. Во время Первой мировой войны в 1915—1918 годах воевал на фронте. В 1920 году основал «фасцию» (местное отделение фашистской партии) в Тренто, в 1921 году назначен вице-секретарём фашистской партии. После фашистского переворота в 1922 году получил пост инспектора по Сицилии и прилегающим островам.
Стараче участвовал в марше в Риме, установив свою штаб-квартиру в Вероне, где ему поручили занять все основные центры власти города (квестура, префектура, почта, телеграф и штаб-квартира газеты Коррьере Дел Маттино). После успешного завершения плана, Стараче отправился в Милан.
В 1923 году стал политическим комиссаром и членом Большого фашистского совета. В 1924 году избран в состав Палаты депутатов. В 1926 году назначен адъютантом командующего фашистской милицией.
18 декабря 1928 года Стараче был направлен в Милан, чтобы проконтролировать Федерацию, подозреваемую в правонарушениях. После расследования выявилась полная ответственность миланского мэра Эрнесто Беллони, действия которого были изначально приостановлены на неопределенный срок партией, а затем он был изгнан и приговорен к пяти годам лишения свободы. Скандал также сместил Марио Джампаоли, который был далее уволен. 19 мая 1929 года Стараче сообщил Муссолини об успешном расследовании и увольнении всех виновных.
В 1931—1939 годах — первый секретарь фашистской партии. Организовал в 1938 году антисемитскую кампанию и антибуржуазную кампанию. Приобрёл комическую известность среди итальянцев тем, что настаивал на использовании архаичного обращения voi («вы») вместо более распространённого Lei.
С 1939 по 1941 годы был начальником штаба фашистской милиции («чернорубашечников»).
На Большом фашистском совете в июле 1943 года голосовал против резолюции Дино Гранди и в поддержку Бенито Муссолини.
Арестован гитлеровцами и некоторое время содержался в Вероне по обвинению в том, что недостаточно содействовал созданной на севере Италии фашистской «республике Сало», однако через некоторое время освобождён и до конца войны со всей семьёй находился в Милане.
29 апреля 1945 года казнён итальянскими партизанами. Тело Стараче, вместе с телами Муссолини, его любовницы Клары Петаччи, Алессандро Паволини, Николы Бомбаччи и других, было повешено на центральной площади Милана. Перед казнью ему показали повешенное тело Муссолини, которому он салютовал, после чего был расстрелян.